# 黒田成彦
黒田 成彦（くろだ なるひこ、1960年〈昭和35年〉8月12日 - ）は、日本の政治家。長崎県平戸市長（4期）。元長崎県議会議員（3期）。

## 来歴
長崎県生月町（現：平戸市）に生まれる。私立青雲高等学校、麗澤大学外国語学部イギリス語学科卒業。1983年（昭和58年）3月、参議院議員の下条進一郎の秘書になる。1985年（昭和60年）、衆議院議員の金子原二郎の秘書になる。
1999年（平成11年）4月、長崎県議会議員選挙に北松浦郡選挙区から無所属で出馬するも、落選。
2002年（平成14年）1月25日公示、2月3日執行の長崎県議会議員補欠選挙に自由民主党公認で出馬し、無投票で当選。2003年（平成15年）4月、県議選に出馬、無投票で再選。生月町が平戸市・田平町・大島村と合併して新たに平戸市となった後の2007年（平成19年）4月の県議選では、平戸市選挙区から出馬し、3選。
2009年（平成21年）10月18日執行の平戸市長選挙に無所属で出馬、初当選。投票率は、86.15%。同年11月6日、平戸市長に就任。
2013年（平成25年）10月、無投票で再選。
2017年（平成29年）10月、無投票で3選。
2021年（令和3年）10月、12年ぶりの選挙戦となり、行政書士で無所属新人の松本和之を破って4選。
2024年（令和6年）12月、平戸市長選挙5選不出馬表明。

## 書籍
- 『平戸市はなぜ、ふるさと納税で日本一になれたのか？』（KADOKAWA/メディアファクトリー）2015年 ISBN 9784040679228